# 共享源代码
共享源代码一词是指微软公司旗下的一个合法散布软件源代码的机制。微软于2001年5月开展共享源代码计划（Shared Source Initiative），该计划包括一系列的新技术及软件许可证。该计划所提供的绝大部分源代码都允许合资格者下载。与计划所提供的源代码相关联的许可证，则从闭源、只允许查看以供参考，到允许修改及重新散布（包括商业及非商业用途）不等。